# 和谐号节点舱

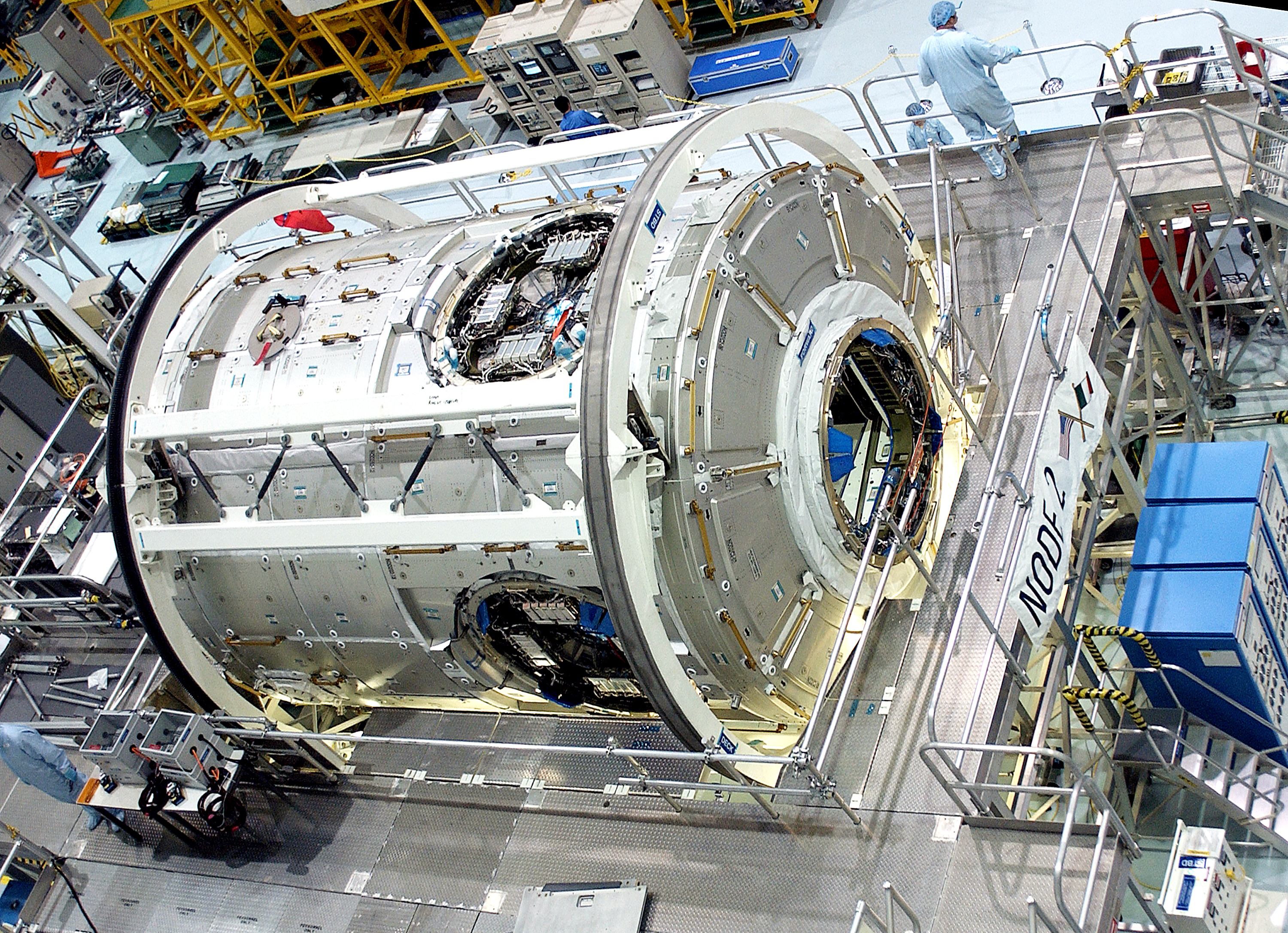
和谐号节点舱

是国际空间站的一个组件，是该空间站总共三个节点舱中的第二个。该舱段在2007年10月23日由发现号航天飞机在STS-120任务中成功发射。在正式命名发射前，该舱段一直被代称为“节点舱2”。2007年11月14日，该舱与命运号实验舱对接成功。 
和谐号节点舱由由欧洲空间局与意大利宇航局共同管理和拥有的泰雷兹阿莱尼亚宇航公司为美国国家航空航天局建造，并归属美国航空航天局所有和操纵。和谐号节点舱源于欧洲航天局与美国航空航天局之间的以物易物的合作协定，欧洲航天局保证出资建造节点舱2（和谐号节点舱）、节点舱3以及自动运送飞船，以换取使用美国航空航天局拥有的国际空间站上的组件。
和谐号將提供空氣、電能、水和其它系統支援國際太空站其他八個艙組，並和哥倫布實驗艙及希望號實驗艙組對接。

## 外部連結
- 维基共享资源上的相關多媒體資源：和谐号节点舱